# Palleura nitida
Palleura nitida är en fjärilsart som beskrevs av Turner 1926. Palleura nitida ingår i släktet Palleura och familjen spinnmalar. Inga underarter finns listade i Catalogue of Life.